# Barbara de Celje
Barbara de Celje (în germană Barbara von Cilli, în slovenă Barbara Celjska, în maghiară Cillei Borbála, în cehă Barbora Cellská; n. 1392, Celje, Comuna urbană Celje, Slovenia – d. 11 iulie 1451, Mělník, Țările Coroanei Boeme, Sfântul Imperiu Roman), aparținând familiei conților de Celje, a fost regină romano-germană încoronată a Sfântului Imperiu Roman, regină a Ungariei și regină a Boemiei prin căsătoria cu Sigismund de Luxemburg. A fost cunoscută și datorită pasiunii ei pentru astrologie și alchimie.

## Biografie

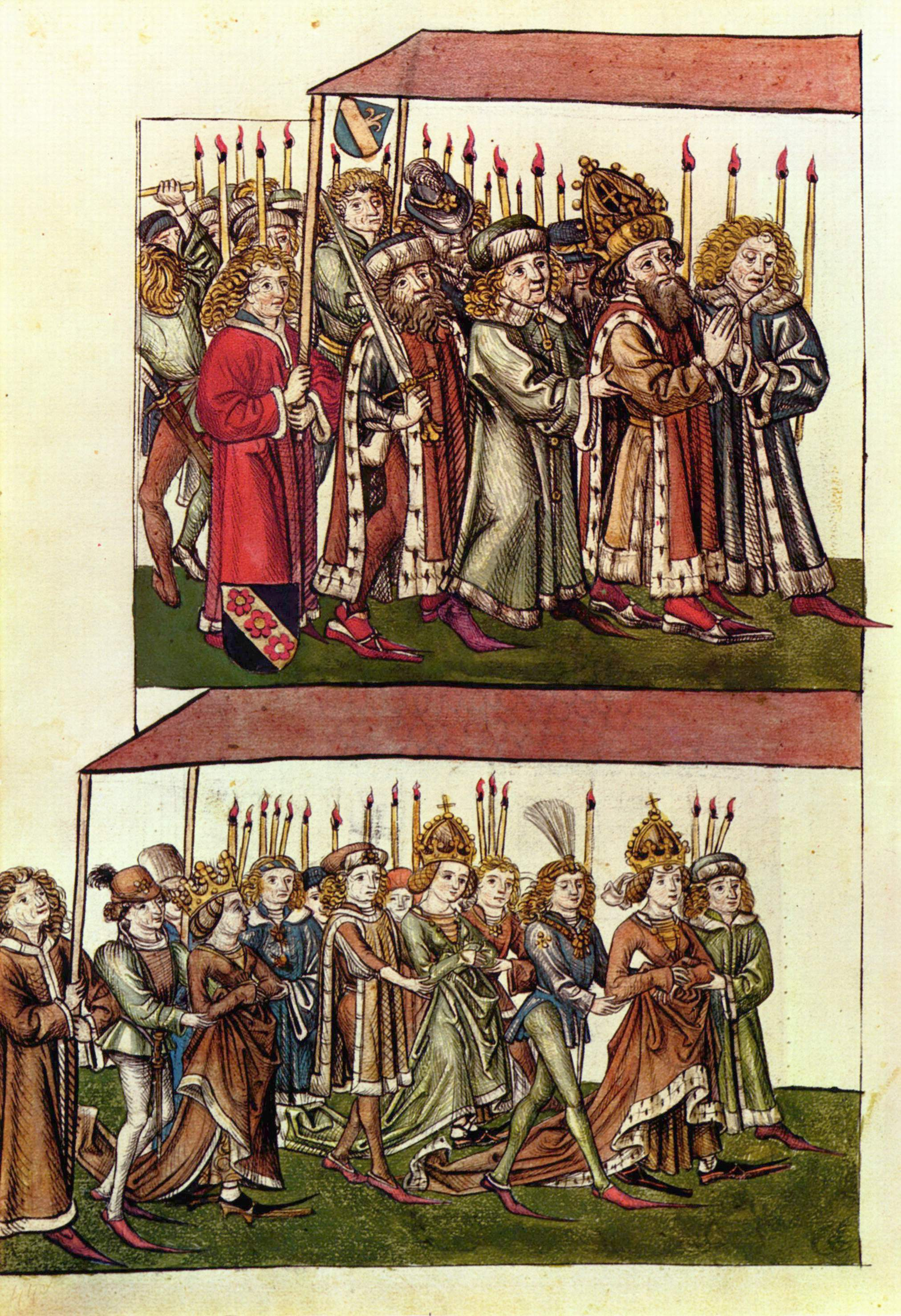
Sigismund de Luxembrug și soția sa, Barbara de Celje, în procesiunea spre Catedrala din Konstanz (Conciliul de la Konstanz)

Barbara a fost o fiică a contelui Herman al II-lea de Celje și a soției sale, Anna de Schaunberg. În 1401 Herman al II-lea a asigurat readucerea ducelui Sigismund de Luxemburg pe tronul regal al Ungariei. În semn de recunoștință pentru sprijinul primit, Sigismund a cerut în același an contelui Herman mâna fiicei sale, Barbara, mai tânără decât el cu peste douăzeci de ani. Căsătoria a avut loc abia în decembrie 1405. În 1409 s-a născut prima lor fiică, Elisabeta (în cehă Alžběta), viitoarea soție a regelui romano-german Albert de Habsburg.
La început, Barbara s-a aflat deseori în Ungaria, unde deținea întinse posesiuni. În repetate rânduri, în absența soțului ei, Barbara a guvernat regatul, fiind încoronată regină a Ungariei în 1408. Pe 8 noiembrie 1414 Barbara a fost încoronată regină romano-germană împreună cu soțul ei. Aceasta a fost ultima încoronare a unei regine romano-germane în Aachen.
Barbara și-a impresionat contemporanii prin vivacitate și frumusețe atunci când s-a aflat timp de aproape un an alături de soțul ei la Conciliul de la Konstanz (1414–1418). În decembrie 1415 s-a întors în Ungaria, unde a purtat singură responsabilitatea deciziilor politice până la întoarcerea soțului ei în 1419. 
Perioada de până la plecarea regelui din Konstanz spre sudul Franței în iulie 1415 a fost probabil cea mai fericită perioadă a căsătoriei de aproape treizeci de ani a Barbarei cu Sigismund. Regele o numise pe Barbara regentă a Ungariei în timpul absenței sale. Barbara probabil nu a putut face față problemelor apărute (soluționarea disputelor de la frontieră, lupta împotriva banditismului și apărarea împotriva turcilor). Când Sigismund s-a întors în Ungaria la începutul anului 1419, țara se afla într-o situație dificilă. Acesta poate fi motivul pentru care între cei doi a apărut o ruptură serioasă. Surse contemporane vorbesc și despre defăimarea regelui de către Barbara, dar motivele rămân neclare. Sigismund le-a trimis pe soția și pe fiica sa, Elisabeta, în apropiere de Oradea, unde s-au confruntat cu mari greutăți. Sigismund și-a evitat soția tot anul, înainte de împăcarea care a urmat la Crăciunul anului 1419 prin mijlocirea cancelarului Georg von Hohenlohe, episcop de Passau (d. 1423), și a contelui Ludwig von Öttingen (d. 1440). Cu toate acestea, înstrăinarea celor doi soți nu a putut fi evitată pe termen lung, deși Sigismund încă mai spera la un moștenitor masculin.
După reconciliere, Barbara a fost din nou activă politic în slujba regelui în Ungaria, Boemia și în imperiu, dar timpul petrecut împreună a devenit din ce în ce mai scurt. Ea l-a însoțit pe rege la Dietele imperiale de la Breslau (1420), Nürnberg (1422), Bratislava (1429) și în călătoriile sale la Cracovia (martie 1424) și Luck (ianuarie 1429) fiind totodată implicată în decizii politice. Cu toate acestea, Sigismund nu i-a permis să participe la încoronarea sa ca rege al Boemiei la Praga pe 28 iulie 1420 și nici nu a existat o încoronare comună când Sigismund a fost încoronat împărat la 31 martie 1433. Abia din iunie 1436, când Sigismund se străduia intens să-și consolideze domnia în Boemia, Barbara a fost alături de soțul ei. Ea a fost încoronată regină a Boemiei în 1437 când era în joc succesiunea la tron, puțin înainte de moartea lui Sigismund.
Barbara s-a aflat mult timp pe domeniile ei din Ungaria. Reședința ei de vară a fost cetatea Etzelburg, lângă Gran, pe care a extins-o mult. În lupta împotriva husilțior, ea a reprezentat interesele politice imperiale prin două manifeste emise în iulie 1427 și octombrie 1431. În timpul campaniei lui Sigismund în Italia (1431–1433) Barbara a reușit să mențină pacea în Ungaria, unde este posibil ca ea să fi deținut din nou funcția de guvernator. Barbara s-a aflat în corespondență cu principi imperiali între care ducele Ludovic al VII-lea de Bavaria-Ingolstadt (1413–1447), margraful Frederic I de Brandenburg (1415/1417–1440), ducele Frederic I de Saxonia (1423–1428), regele Vladislav al II-lea al Poloniei (1486–1434) și Witold al Lituaniei (1392–1430).
Barbara a acționat cu pricepere în chestiuni economice, dobândind și sporindu–și în primii ani ai căsătoriei proprietățile din apropierea posesiunilor familiei Celje. În 1424 și 1427 ea a încheiat cu Sigismund acorduri prin care orașele miniere profitabile din Ungaria cu zăcăminte de aur, argint, fier și plumb au ajuns în mâinile ei. La moartea lui Sigismund, 28 de domenii ale cetăților și multe domenii ale coroanei (dintre care uneleau ajuns în proprietatea ei prin cumpărare), se aflau sub controlul Barbarei, ea având dreptul de a numi membri ai familiei ei ca guvernatori a patru comitate. În 1426 i-au fost transferate trei posesiuni în Moravia, iar în anul următor i-au fost date veniturile mai multor orașe ale Boemiei (Chrudim, Hohenmaut, Policka, Melnik și Königgrätz). În martie 1436 la Ofen, Sigismund i-a cedat veniturile provenite din impozitul impus evreilor din Alemania, Arelat și Italia, după încoronarea sa imperială. În plus, după încoronarea ei ca regină a Boemiei, a primit veniturile la care avea dreptul în această funcție. Datorită acestor venituri, în creștere anual, Barbara a devenit cel mai important finanțator al soțului ei.
În disputa privind succesiunea lui Sigismund, ea s-a opus ginerelui ei, Albert de Habsburg, considerat de mulți boemi ca principal oponent în Războaiele Husite în care aceștia îl favorizau pe regele polonez Vladislav al III-lea. Barbara a fost închisă de Albert în cetatea Bratislava de unde a reușit să fugă în Polonia în 1438. Ca răspuns, Albert a impus soacrei sale interdicția imperială și i-a confiscat domeniile din Ungaria. Armata regelui polonez a invadat Boemia, dar în cele din urmă a trebuit să renunțe la pretențiile sale la tronul boem. Doi ani după moartea timpurie a lui Albert, în 1441 Barbara s-a întors din Polonia și a locuit la Mělník, reședința ei de văduvă, unde a murit bolnavă de ciumă la 11 iulie 1451. A fost înmormântată în Catedrala „Sf. Vitus” din Praga.